# Haworthia emeralda
Haworthia emeralda är en grästrädsväxtart som beskrevs av M. Hayashi. Haworthia emeralda ingår i släktet Haworthia och familjen grästrädsväxter. Inga underarter finns listade i Catalogue of Life.